# カタリーナ・フォン・エスターライヒ (1533-1572)
カタリーナ・フォン・エスターライヒ（Katharina von Österreich, 1533年9月15日 - 1572年2月28日）は、神聖ローマ皇帝フェルディナント1世と皇后アンナの五女。

## 生涯
1549年10月、マントヴァ公フランチェスコ3世・ゴンザーガと結婚するが、夫はわずか4ヶ月後に早世した。
1553年7月30日、ポーランド王ジグムント2世の3度目の妃となった。ジグムント2世の最初の妃エリーザベトはカタリーナの姉であった。
1572年、夫ジグムントより先立って死去した。いずれの結婚でも子供は生まれなかった。